# Melamphaes spinifer
Melamphaes spinifer — вид беріксоподібних риб родини меламфаєвих (Melamphaidae). Поширений на сході Тихого океану вздовж узбережжя Чилі. Це морський, батипелагічний вид, що мешкає на глибині 100—1100 м.